# ATM (Trapani)
Azienda Trasporti e Mobilità (ATM) ist ein Unternehmen des öffentlichen Nahverkehrs in der sizilianischen Stadt Trapani. Es existieren 14 Linien mit fast 200 Kilometern Streckenlänge.
Die Stadt Trapani hat einen vom Freien Gemeindekonsortium Trapani unabhängigen öffentlichen Nahverkehr. Das Unternehmen, vormals S.A.U. (Autoviari Urban Services), verwaltet die Stadt und deren Ausläufer von Erice. Zentraler Terminalpunkt ist nahe dem Platz Papst Johannes Paul II., von wo aus die meisten der Linien abfahren.
Die Linien 1 und 2 sind in Zusammenhang mit der jüngsten Aktivierung des Parkplatzes am Platz Papst Johannes Paul II. aktiviert worden. Zusätzlich gibt es noch einen Terminal in die Innenstadt. Die Linien 10 und 11 pendeln zwischen alter Stadt, Hafen und Bahnhof und sind mit Elektro-Fahrzeugen ausgestattet. Zum Wagenpark gehören ferner zehn Minibusse und zwei Doppeldecker-Busse.

## Linien
ATM betreibt 12 städtische Buslinien (Linie 1 bis 30) sowie zwei überregionale Linien (Linie 31R und 31N) Die Busse verkehren nur werktags; sonn- und feiertags verkehren gesonderte Buslinien.

### Werktags
| Legende: verkehrt nur vormittags |                    |                |              |          |           | |                    |
|                                  |                    |                |              |          |           | |                    |
| Linie                            | Betriebs- zeit [h] | Anzahl Fahrten | Takt         | 1. Fahrt | Letzte F. | Verkehrsweg | Bemerkung          |
| 1                                | 12:35              | 38             | 20-min-Takt  | 07:25    | 20:00     | Parcheggio Piazzale Ilio (Capolinea) und zurück (Rundkurs) über Via Ammiraglio Staiti, Via 30. Gennaio, Piazza Vitt. Veneto, Via P. Abate, Via Osorio |                    |
| 2/A                              | 13:30              | 33             | 25-min-Takt  | 07:20    | 20:50     | City Terminal – Piazza Generale Scio über Via Ilio, Via Ammiraglio Staiti, Piazza Garibaldi, Viale Regina Elena, Ramuncoli, Cappuccini, Piazza Gen. Scio, via Duca D’Aosta und zurück |                    |
| 2/B                              | 8:40               | 17             | 25-min-Takt  | 07:05    | 13:45     | City Terminal – Piazza Scalo D’Alaggio über Via Ilio, Via Ammiraglio Staiti, Piazza Garibaldi, Viale Regina Elena, Duca D’Aosta, Carolina, Pescatori, Piazza Scalo D’Alaggio (Fischereihafen), via dei Piloti und zurück |                    |
| 10                               | 06:30              | 14             | 30-min-Takt  | 7:15     | 13:45     | Piazza Vitt. Emanuele – Via Osorio – Via Abate Palmerio – 30. Gennaio – Corso Italia – Viale Regina Elena – Via dei Ranuncoli – Via Cappuccini – Via Carolina – Largo delle Ninfe – Corso Vittorio Emanuele – Via Libertà – Lungomare Dante Alighieri – Piazza Vitt. Emanuele | Rundkurs           |
| 21                               | 14:15              | 32             | unregelmäßig | 6:40     | 20:55     | City Terminal über Ilio, Ammiraglio Staiti, 30. Gennaio, R. Margherita, G.B. Fardella, Scudaniglio, Lungomare Dante Alighieri, N. Riccio, 20. Settembre, N. Bixio, Piazza 11. Aprile, Archi, via della Pace, Ten. Augugliaro, Caruso, Cappuccinelli, Lungomare Dante Alighieri (Strand), Via Garaffa, Via dei Pescatori, Via Lido di Venere, Hotel Baia dei Mulini, Madonna di Fatima, Lido di Venere, L. Poma – Piazza Giovanni XXIII, Accardi, Provincia, Cesarò, Cosenza (Endstation Ospedale), Fratelli Aiuto (Seilbahn n. Erice), Manzoni, G.B. Fardella, Piazza Vittorio, P. Abate, 30. Gennaio, Amm. Staiti, Ilio |                    |
| 22                               | 13:05              | 21             | unregelmäßig | 7:30     | 20:35     | City Terminal über Ilio, Ammiraglio Staiti, 30. Gennaio, R. Margherita, G.B. Fardella, Orti, Piazza Cimitero, Madonna di Fatima, San Cusumano (Endstation), dell’Acquedotto, Provincia, Cesarò, Madonna di Fatima, Pantelleria, dell’Olm, Corso Piersanti Mattarella, G.B. Fardella, Piazza Vittorio, P. Abate, Osorio, 30. Gennaio, Amm. Staiti, Ilio |                    |
| 23                               | 13:35              | 32             | unregelmäßig | 6:55     | 20:30     | City Terminal über Ilio, Ammiraglio Staiti, 30. Gennaio, R. Margherita, G.B. Fardella, corso P. Mattarella, Manzoni, Cosenza (Seilbahn-Endstation Ospedale), Lodi, Europa, Cesarò, Provincia, Accardi, Piazza Giovanni XXIII, Poma, Lido di Venere, Madonna di Fatima, Hotel Baia dei Mulini, Lungomare Dante Alighieri (Strand), Cappuccinelli, Caruso, Ten. Augugliaro, Pace, via Erice, Tripoli, Archi, Nausica, Scudaniglio, G.B. Fardella – Piazza V. Emanuele, P. Abate, XXX Gennaio, Amm. Staiti, Ilio |                    |
| 24                               | 04:15              | 4              |              | 8:30     | 12:45     | City Terminal über Ilio, Ammiraglio Staiti, 30. Gennaio, R. Margherita, G.B. Fardella, P. Mattarella, Conv. San F.sco di Paola, Argenteria, S. Bernadetta, G. Clemente, Strada pr Torrebianca, S.S. 113 (capolinea Rigaletta), Begonia, Giacinto, Tulipano, S.S. 113, Marconi, Ten Alberti, Volta, Manzoni, Cosenza, Cesarò, Madonna di Fatima, Archi, dei Mille, G.B. Fardella, Piazza Vittorio, P. Abate, Osorio, 30. Gennaio, Amm. Staiti, Ilio | Schulverstärker    |
| 25                               | 13:50              | 23             | unregelmäßig | 7:05     | 20:55     | City Terminal über Ilio, Ammiraglio Staiti, 30. Gennaio, R. Margherita, G.B. Fardella, C.A. Pepoli (Museum/Heiligtum), Palermo, Marconi, F. Sceusa, Rodolico, Mazara/Erice, S. 113, via Crocci, via della Cooperazione, Piazza delle Crocerossine (Endstation Pegno), G. Cafiero, Crocci, S. 113, Mazara/Erice, Rodolico, F. Sceusa, G. Marconi, Palermo, C.A. Pepoli, G.B. Fardella, Piazza Vittorio, P. Abate, Osorio, 30. Gennaio, Amm. Staiti, Ilio |                    |
| 26                               | 13:00              | 27             | 30-min-Takt  | 7:15     | 20:15     | City Terminal über Ilio, Ammiraglio Staiti, 30. Gennaio, R. Margherita, G.B. Fardella, Via Marsala, Castellammare, viale Reg. Siciliana, Verga via Michele Amari, Ten. Alberti, viale Marche, Sammartano, A. De Santis, La Grutta (Endstation Fontanelle Sud), viale Emilia Romagna, Ten. Alberti, Salemi, Rieti, Marsala, G.B. Fardella, Piazza Vittorio, via P. Abate, 30. Gennaio, Amm. Staiti, Ilio |                    |
| 27                               | 05:25              | 4              |              | 8:30     | 13:55     | City Terminal über Ilio, Ammiraglio Staiti, 30. Gennaio, R. Margherita, G.B. Fardella, Via Marsala, Rieti, Salemi, Mazara/Erice, Zabbarelle, Ponte Salemi, Marsala (Endstation Xitta), Zabbarelle, Salemi, Rieti, Marsala, G.B. Fardella, Piazza Vittorio, P. Abate, Osorio, 30. Gennaio, Amm. Staiti, Ilio |                    |
| 28                               | 13:10              | 18             | unregelmäßig | 7:00     | 20:10     | City Terminal über Ilio, Amm. Staiti, 30. Gennaio, viale R. Margherita, G.B. Fardella, C.A. Pepoli (Museum/Heiligtum), Palermo, G. Marconi, Talotti, viale XI Settembre, G. La Francesca, Rodolico (Endstation Palagranata), Mazara/Erice, Mozart, Proserpina, R. Ferrante, F. Neri, B. Sardo, Giove, Fedra, Vulcano, delle Amazzoni, Villa Rosina, G. Marconi,a Palermo, C.A. Pepoli, G.B. Fardella, Piazza Vittorio, P. Abate, 30. Gennaio, Amm. Staiti, Ilio |                    |
| 30                               | 13:55              | 9              | unregelmäßig | 6:20     | 20:15     | City Terminal über Ilio, Amm. Staiti, 30. Gennaio, Regina Margherita, G.B. Fardella, C.A. Pepoli (Museum/Heiligtum), Palermo, G. Marconi, S.S. 113, Napola, Fulgatore, Ummari (Endstation), Fulgatore Napola, S.S. 113, Marconi, Palermo, C.A. Pepoli, G.B. Fardella, Piazza Vittorio, P. Abate, 30. Gennaio, Amm. Staiti, Ilio |                    |
| 31R                              | 09:35              | 6              | unregelmäßig | 6:45     | 16:20     | City Terminal über Ilio, Ammiraglio Staiti, 30. Gennaio, R. Margherita, G.B. Fardella, Via Marsala, Rieti, Salemi, Xitta, Fontanasalsa, Guarrato, Rilievo, Corallo Vecchio, Locogrande (Endstation), Marausa, Palma/Salinagrande, Isolotto, Palma/Pietretagliate, Libica (Saline), Salemi, Rieti, Marsala, G.B. Fardella, Piazza Vittorio, P. Abate, 30. Gennaio, Amm. Staiti, Ilio | gegenläufig zu 31N |
| 31N                              | 13:35              | 5              | unregelmäßig | 6:45     | 20:20     | City Terminal über Ilio, Ammiraglio Staiti, 30. Gennaio, R. Margherita, G.B. Fardella, Via Marsala, Rieti, Salemi, Libica (Saline), Pietretagliate/Palma, Isolotto, Salinagrande/Palma, Marausa, Locogrande (Endstation), Corallo Vecchio, Rilievo, Guarrato, Fontana Salsa, Xitta, Marsala, Salemi, Rieti, Marsala, G.B. Fardella, Piazza Vittorio, P. Abate, 30. Gennaio, Amm. Staiti, Ilio | gegenläufig zu 31R |

### Sonn- und Feiertags
- Circolare Lungomare: Piazza General Scio – Ospedale von 08:45 – 11:15 Uhr im Stundentakt sowie eine Abendfahrt
- Circolare via Manzoni: Piazza General Scio – Ospedale von 08:15 – 12:00 Uhr im Stundentakt sowie zwei Abendfahrten
- Circolare via Pepoli: Piazza General Scio – Pegno vier Fahrten zwischen 08:40 und 12:00 Uhr sowie eine Abendfahrt
- Linie via Marsala: Piazza General Scio – Palagranata v.-m. alle 65 Min. sowie eine Nachmittagsfahrt